# Carex concinna
Carex concinna är en halvgräsart som beskrevs av Robert Brown. Carex concinna ingår i släktet starrar, och familjen halvgräs. Inga underarter finns listade i Catalogue of Life.